# Hydrellia surata
Hydrellia surata är en tvåvingeart som beskrevs av Deonier 1971. Hydrellia surata ingår i släktet Hydrellia och familjen vattenflugor. Inga underarter finns listade i Catalogue of Life.